# Умершие в апреле 1943 года

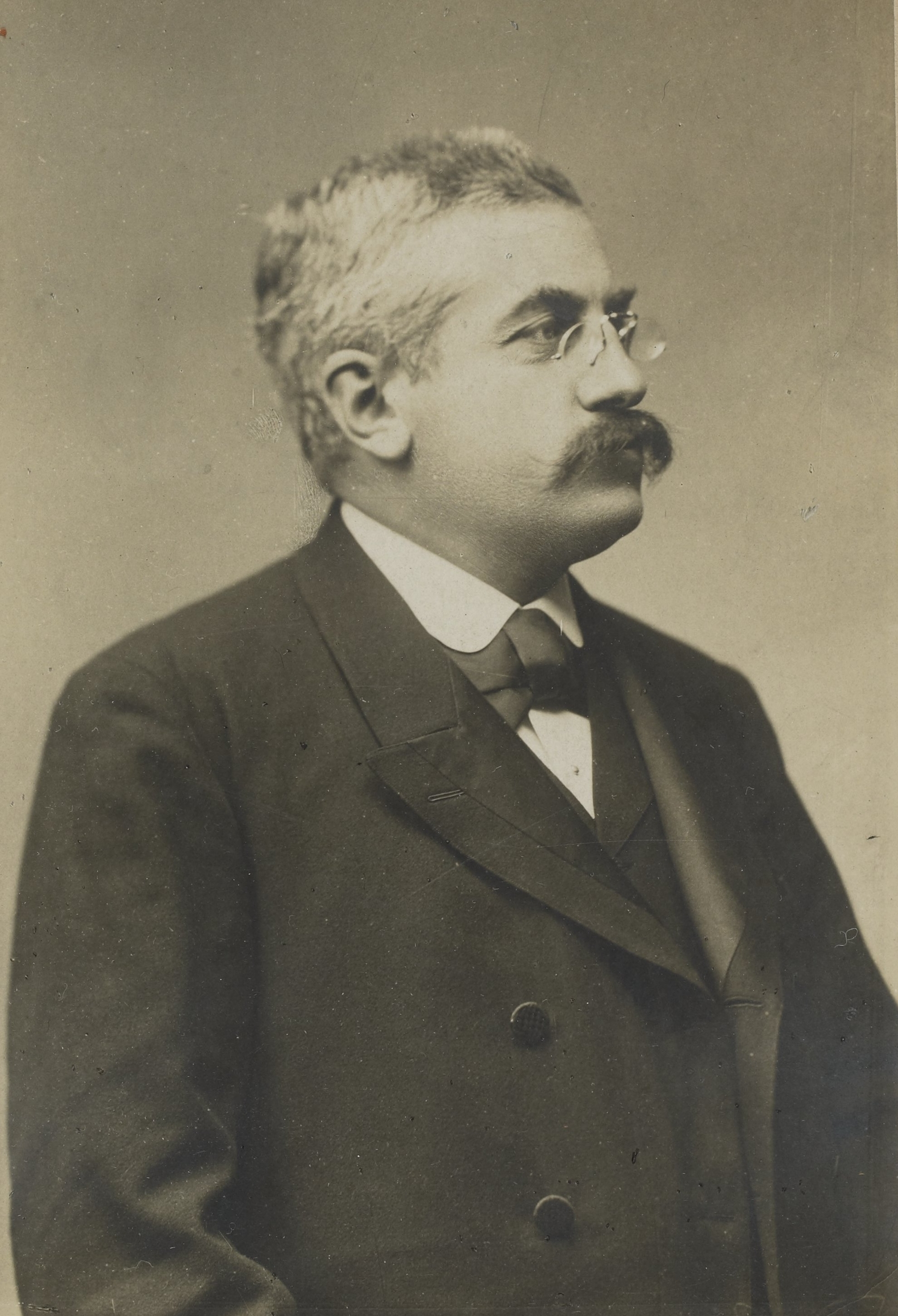
Александр Мильеран

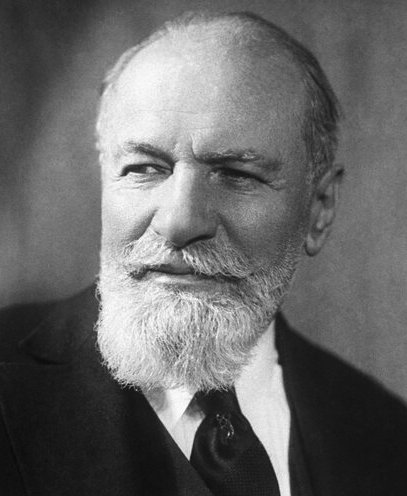
Владимир Немирович-Данченко

Это список известных людей, соответствующих установленным критериям значимости (см. Википедия:Критерии значимости персоналий), умерших в апреле 1943 года.
Причина смерти указывается лишь в исключительных случаях (убийство, самоубийство, гибель в результате военных действий, смертная казнь, ДТП или несчастные случаи). В остальных случаях — не указывается.

## 1 апреля
- Левтеров, Игорь Павлович (19) — руководитель подпольной организации.
- Макогон, Полина Александровна — участница Великой Отечественной войны, летчица 46-го гвардейского легкобомбардировочного ночного авиационного полка, гвардии лейтенант.

## 2 апреля
- Волынец, Пётр Каленикович (19) — партизан Великой Отечественной войны, Герой Советского Союза.

## 4 апреля
- Бочков, Иван Васильевич (27) — Герой Советского Союза.

## 7 апреля
- Фёдор Языкович (40) — советский государственный и партийный деятель, секретарь Полесского подпольного областного комитета КП(б) Белоруссии (1943).
- Мильеран, Александр (84) — французский политический деятель, президент Франции (1920—1924).

## 8 апреля
- Старков, Георгий Вениаминович (34) — Герой Советского Союза.

## 12 апреля
- Скрябин, Виктор Иванович (26) — Герой Советского Союза.

## 13 апреля
- Савчук, Александр Фёдорович (37) — русский советский писатель.

## 14 апреля
- Джугашвили, Яков Иосифович (36) — советский военный деятель, старший сын И. В. Сталина.
- Фильков, Василий Петрович (29) — командир партизанского отряда, участник Великой Отечественной войны, Герой Советского Союза.

## 15 апреля
- Бурназян, Сергей Авдеевич (24) — Герой Советского Союза.
- Лентулов, Аристарх Васильевич (61) — русский и советский живописец-авангардист, театральный художник и педагог.

## 17 апреля
- Авеков, Иван Авдеевич (23) — лётчик, участник Великой Отечественной войны, командир авиационной эскадрильи 519-го истребительного авиационного полка 20-й армии Западного фронта Герой Советского Союза (посмертно). Погиб в катастрофе.
- Синёв, Яков Михайлович — Герой Советского Союза.

## 18 апреля
- Адамовский, Тимоте (86) — американский скрипач польского происхождения. Умер в Бостоне.
- Архутовский, Роман (60) — — блаженный Римско-Католической Церкви, священник, мученик, церковный историк. Умер в Майданеке.

## 19 апреля
- Григорьев, Александр Григорьевич (39) — участник Великой Отечественной войны, Герой Советского Союза.

## 22 апреля
- Кожанов, Пётр Павлович — участник Великой Отечественной войны, Герой Советского Союза.

## 23 апреля
- Лошков, Алексей Иванович (25) — участник Великой Отечественной войны, Герой Советского Союза.
- Носаль, Евдокия Ивановна (25) — заместитель командира эскадрильи 46-го гвардейского ночного бомбардировочного авиационного полка 218-й ночной бомбардировочной авиационной дивизии 4-й воздушной армии Северо-Кавказского фронта, гвардии младший лейтенант. Герой Советского Союза.

## 25 апреля
- Киселёв, Василий Николаевич (32) — участник Великой Отечественной войны, Герой Советского Союза.
- Немирович-Данченко, Владимир Иванович (84) — русский драматург и режиссёр, один из основателей и руководителей Московского Художественного театра, Народный артист СССР (1936).
- Покало, Михаил Фёдорович (30) — участник Великой Отечественной войны, Герой Советского Союза.

## 26 апреля
- Рыбин, Иван Петрович (33) — участник Великой Отечественной войны, Герой Советского Союза.

## 27 апреля
- Быковский, Евгений Власович — младший лейтенант Рабоче-крестьянской Красной Армии, участник Великой Отечественной войны, Герой Советского Союза.

## 28 апреля
- Апфельбаум, Давид — польский еврей, поручик (посмертно майор) Войска Польского, солдат польского еврейского подполья, один из создателей Еврейского Воинского Союза (ŻZW), один из организаторов движения сопротивления в Варшавском гетто. Погиб во время восстания в гетто.
- Меньшиков, Иван Николаевич, русский и ненецкий писатель.

## 29 апреля
- Сержантов, Иван Яковлевич (24) — участник Великой Отечественной войны, Герой Советского Союза.
- Ахрон, Иосиф Юльевич (56) — российский и американский скрипач, композитор и музыкальный педагог. Умер в Голливуде.